# 1430 в Україні

## Події
- Великий князь Руський Свидригайло Ольгердович
- Лідери польської шляхти, посадженої на Поділлю, католицький єпископ Павло, Гриць Кирдеєвич, Михайло і Теодор Бучацькі довідалися про смерть Вітовта раніше, підступом схопили намісника Довгирда, ув'язнили його і зайняли основні подільські замки Кам'янець, Смотрич, Скалу і Червоногород[1].
- староста Кременецький Михайло Семенович Друцький-Болобан

## Засновані, зведені
- Бердичів
- Верхнє Висоцьке
- Заставне (Золочівський район)
- Кольчино
- Ожигівці